# Галиция

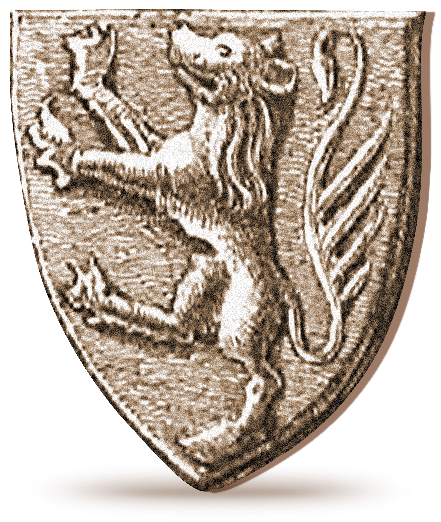
Герб Галиции. С печати Владислава Опольского. 1378 г.

Гали́ция (также Галичина́, укр. Галичина, пол. Galicja, нем. Galizien) — историческая область в Восточной Европе, примерно соответствует территории современных Ивано-Франковской, Львовской и Тернопольской (кроме северной части) областей Украины, югу Подкарпатского и Малопольского воеводств Польши.
Галиция — это историческая территория Галицкого княжества Руси, а позднее Галицко-Волынского княжества со столицей, сначала в Галиче, а позднее во Львове.

## История

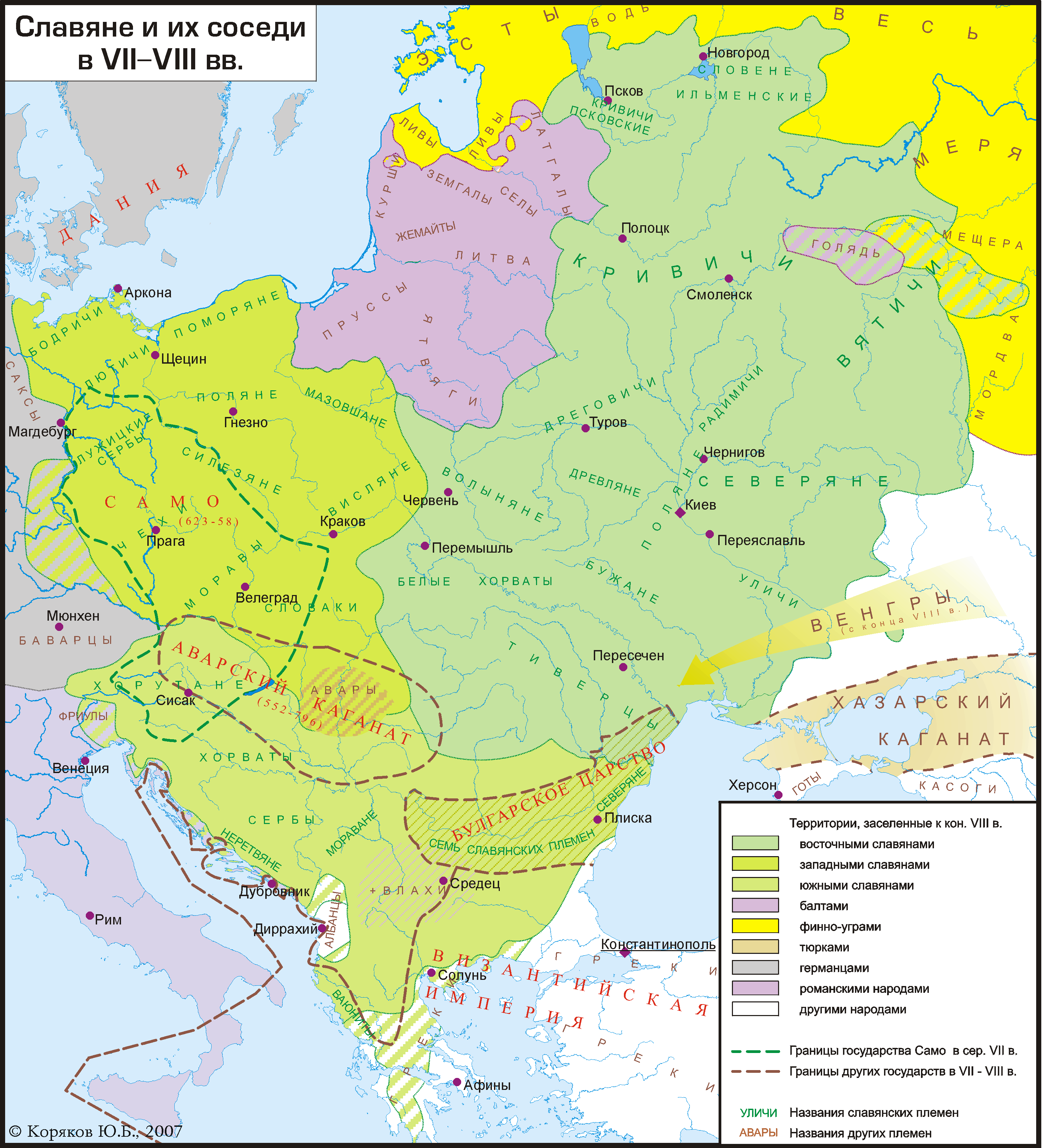
Расселение славян и их соседей в VIII веке.

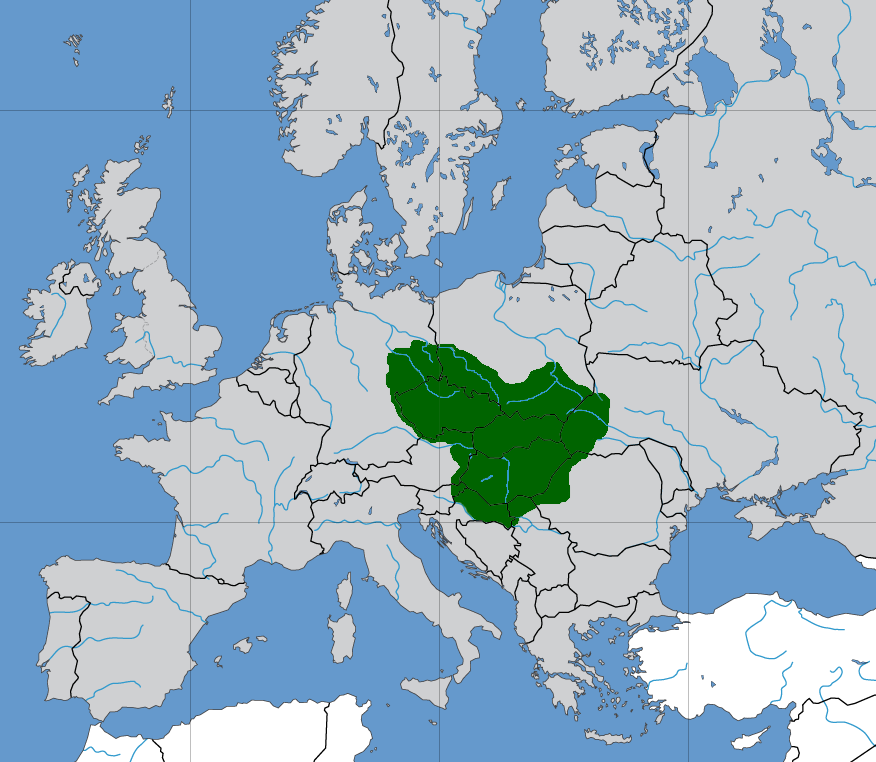
Владения Великой Моравии при Святополке I в IX веке.

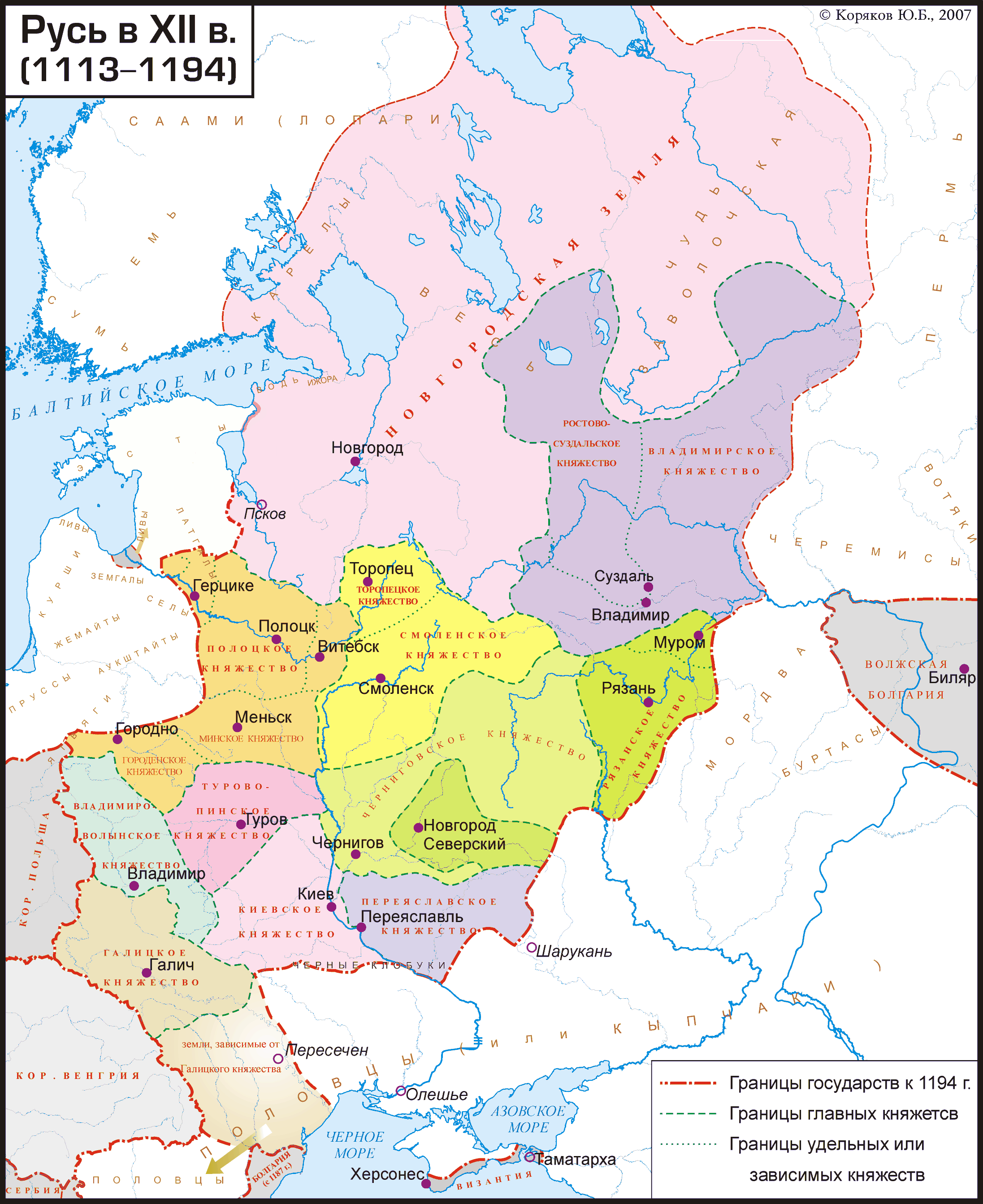
Русь в XII веке.

- 891—892 — моравский король Святополк I присоединил земли белых хорватов, проживавших в долинах рек Сан и Днестр, к Великой Моравии.
- около 898 — область занял вождь венгров (мадьяр) Арпад.
- после 955 — область захватил чешский князь Болеслав I Грозный.
- 981 — киевский князь Владимир Великий в войне с ляхами (чешским князем Болеславом II Благочестивым или польским князем Мешко I) захватил Червен и Перемышль и включил их земли в состав Киевской Руси.
- 1018 — Болеслав I Храбрый помог своему зятю Святополку Окаянному захватить Киев и в качестве награды включил Червенские города в состав Польши.
- 1030—1031 — Ярослав Мудрый отвоевал Червенские города и вернул их в состав Kиевской Руси.
- 1069—1080 — Болеслав II Смелый включил Червенские города в состав Польши.
- 1141 — сын Володаря Ростиславича Владимирко объединил Галицкую землю и перенёс столицу в Галич, давший своё имя Галицкому княжеству.
- 1199 — Роман Мстиславич объединил земли Волынского и Галицкого княжеств в составе Галицко-Волынского княжества.
- 1215 — Коломан, принц Венгрии, сын Андраша II Арпада, князь галицкий с 1214 года, принял титул короля Галиции и Лодомерии (rex Galiciae et Lodomeriae), который носил по 1221 год.
- 1234 — Даниил Галицкий окончательно стал галицким князем.

## География
Четыре главные геологические группы выделяются в обособленные орографические площади: Карпаты, холмы Краковские, Подолия и долины главных рек. Главным фактором, обуславливающим рельеф Галичины, являются Карпаты на юге региона. От них понижается вся местность на север, но общий наклон прерывается рядом возвышенностей, почти параллельно расположенных рядом с Карпатами. Краковские холмы занимают небольшое пространство на северо-западе, но Подольская возвышенность и её отроги Росточье на западе и неогеновые плато на юго-востоке заполняют почти всю восточную Галичину. Эти небольшой высоты возвышенности представляют резко обособленные черты рельефа, не имеющие ничего общего с Карпатами. Возвышенности отделены от Карпат долинами Днестра и Прута, ввиду этого их нельзя называть отрогами Карпат.

## Климат
Климат Галичины континентальный, умереннее климата соответствующих широт России. Разница в высоте различных возвышенностей и долин на север от Карпат слишком незначительна, чтобы вызвать большое колебание в климатических условиях. Всё пространство на север от Карпат к Полесью выравнивается. Главным фактором, влияющим на климат, являются Карпаты. Хотя присутствие Карпат невыгодно по отношению к температуре, так как они её понижают, оно очень выгодно по отношению к осадкам. Благодаря им Галичина хорошо орошается. Чем далее на восток Галиции, тем климат более континентальный и процент осадков летом больше. Идя с севера на юг, местность не теплее, а холоднее, так как в этом направлении совершается общий подъём, и на самом юге в горах климат всего холоднее.

## Речные долины
У северного подножия Карпат тянется непрерывный ряд долин, среди которых текут значительные реки параллельно направлению Карпатских хребтов. Висла, Сан, Днестр и его правые притоки, соединяющиеся посредством долины Быстрицы с низменностью над Прутом. Можно разделить Галицкие долины на покрытые ледниковыми отложениями и свободные от них, покрытые галечником из карпатского песчаника. К долинам с ледниковыми отложениями принадлежит вне подкарпатского ряда ещё долина Буга на север от Подольской возвышенности, разделённая Росточем от долины Вислы и Сана. Средняя высота долин Вислы и Сана 190—200 м, но разница отдельных высот значительна. Напротив, долина Буга очень ровная (ок. 230 м). Ширина надвислянской долины, начинаясь у Кракова, имеет 15 км в окрестности Бохни, 30 км около Тарнова, 70 км в окрестности Ржешова. Название западно-галицкой равнины неточно; действительно ровные места находятся только непосредственно над реками; в некотором отдалении рек — местность весьма волнистая и пересечённая. Малые холмы расположены часто грядами, которые разорваны оврагами; частые углубления и вообще быстрая смена рельефа — на каждом шагу. Несмотря на незначительность разницы в высоте, которая на близких пунктах достигает 50 м, на отдалённых до 120 метров, вся местность имеет почти гористый характер. Это типический моренный ландшафт. Моренные озёра исчезли на запад от Сана, но на восток от него сохранились ещё в виде небольших водоёмов 1 — 7 метров глубины, окружённых песками и валами моренного отложения, часто лишённых истока. Озёра эти в долине Сана и ещё более в долине Буга превращаются мало-помалу в болота и торфяники. В ледниковых отложениях много валунов северного происхождения, собираемых тщательно для построек. Летучие пески являются главным образом в местах, где вырублены сосновые леса, и засыпают пашни; однако облесение их не представляет никакого затруднения, так как осадки часты и занятые летучими песками пространства ограничены. Местность, покрытая ледниковыми отложениями, неплодородна и мало населена; только места вблизи рек очень плодородны. Непосредственные берега и ложе рек долины Сана и Вислы усыпаны галечником и большими камнями, занесёнными из Карпат. Долины рек Чёрного моря, вообще, выше западных. С главной долиной Днестра соединяются долины правых притоков. Междуречные увалы покрыты лёссом; долины рек гальками из песчаника, а сверху тонким слоем наноса. Непосредственные берега рек сплошь покрыты камнями. Главная долина р. Днестра заливается каждый год в высокие воды. Днестр имеет большинство притоков в верхнем течении, где атмосферные осадки, преимущественно в горах, значительны, а вся масса вод, скопившаяся вдруг после проливных дождей или после весеннего таяния снегов, не может поместиться в узком ложе Днестра, пониже Нижнева, где он течёт в глубоком «яре» и, разливаясь, покрывает пространство более 900 км², расположенное на правом берегу Днестра, от Конюшек вниз. Здесь находятся роскошные заливные луга.

## Происхождение названия

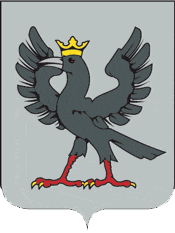
Герб Галиции XIV века

Имя региона дало название города Галич (столице Галицкого княжества). На гербе изображена галка — птица семейства вороновых. Первое письменное упоминание города появилось в Ипатьевской летописи 1140, в Лаврентиевской летописи 1144 года. В старые времена галицы («галицы»*) во множестве это название стаи птиц галок, а может, и грачей, но от воронов этих птиц точно отличали: «Тогда по Руской земли ретко ратаеве кикахуть, но часто врани граяхуть, трупиа себе деляче, а галици свою речь гозоряхуть, хотять полетети на уедие».* («Тогда по Руской земле редко пахари перекликаются, но часто каркают вороны трупы деля и галки по-своему говорят, хотят полететь на пир»). Ещё воспоминания:1) «Галицы стады бегутъ к Дону великому»* («Стаи галок летят к великому Дону»). 2) «Щекот славный успе, говор галич убудиси»*(«Затих пение соловьев проснулся гомон галок»).* Эти три цитаты из Слова о полку Игореве XII века. В гербе Галичины и Галича многие сотни лет изображается галка (Галичины — уходящая, Галича — стоит). Итак, герб города Галич с галкой и дал название региону.
По одной версии, название связано с этнонимом галаты, относившимся к кельтским племенам Придунавья III—II вв. до н. э.
Согласно другой версии, происходит от греческого слова «галис» (др.-греч. ἅλς — соль). Название это встречалось ещё в византийских источниках. Действительно, с древних времён в данном регионе производится добыча соли, древнейшим способом — выпариванием рапы. Соляной промысел упоминается в древнерусских летописях, на гербах некоторых городов региона (в частности в гербе города Дрогобыч) изображены топки соли.
Также возможное первоначальное значение — «территория вокруг города Галич» (ср. Краковия от Краков, Варсовия от Варшава и т. п.).

### Галицкая Русь
Название «Галицкая Русь» как наименование восточнославянских земель Габсбургской монархии получило распространение в среде галицких русофилов, рассматривавших Восточную Галицию и другие русские земли Габсбургской империи как неотъемлемую часть единого русского мира, сегмент общерусского культурно-исторического, духовного пространства, а восточнославянское население Галиции (русинов) — как составную часть общерусского народа. Термин «Галицкая Русь» распространён и в современной исторической науке.

## Киевская Русь
В 1254 году Даниил Галицкий принял в Дорогочине титул «короля Руси» от папы римского Иннокентия IV, основав галицкий королевский дом. Потомки Даниила именовали себя rex Russiae или duces totius terrae Russiae, Galiciae et Lodomeriae («король Руси» или «князь всей земли русской, галицкой и владимирской»). Ещё его потомок Юрий II Болеслав в 1323—1325 годах в грамотах именуется князем Малой Руси, Dei gratia natus dux minoris Russiae.
В XIV веке Галицкая земля стала предметом спора между Польшей, Венгрией и Литвой. В результате длительной войны за галицко-волынское наследство (1340—1392) земли Галицко-Волынского княжества были разделены — Польское королевство получило часть княжества с городами Галичем и Львовом, Подляшье, Люблин и южные земли Подолья, а также — часть Волыни с городами Белзом и Холмом, а Великое княжество Литовское — Волынь с Владимиром и Луцком, Полесье и часть Подолья.

## В составе Польского королевства и Речи Посполитой

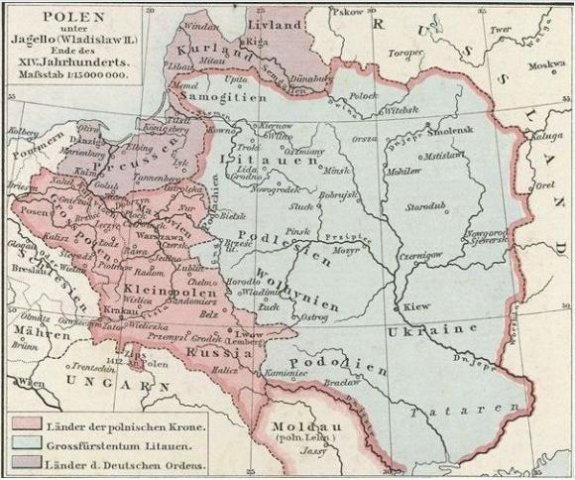
Галиция (Russia) на немецкой карте середины двадцатого века Речи Посполитой в XIV веке

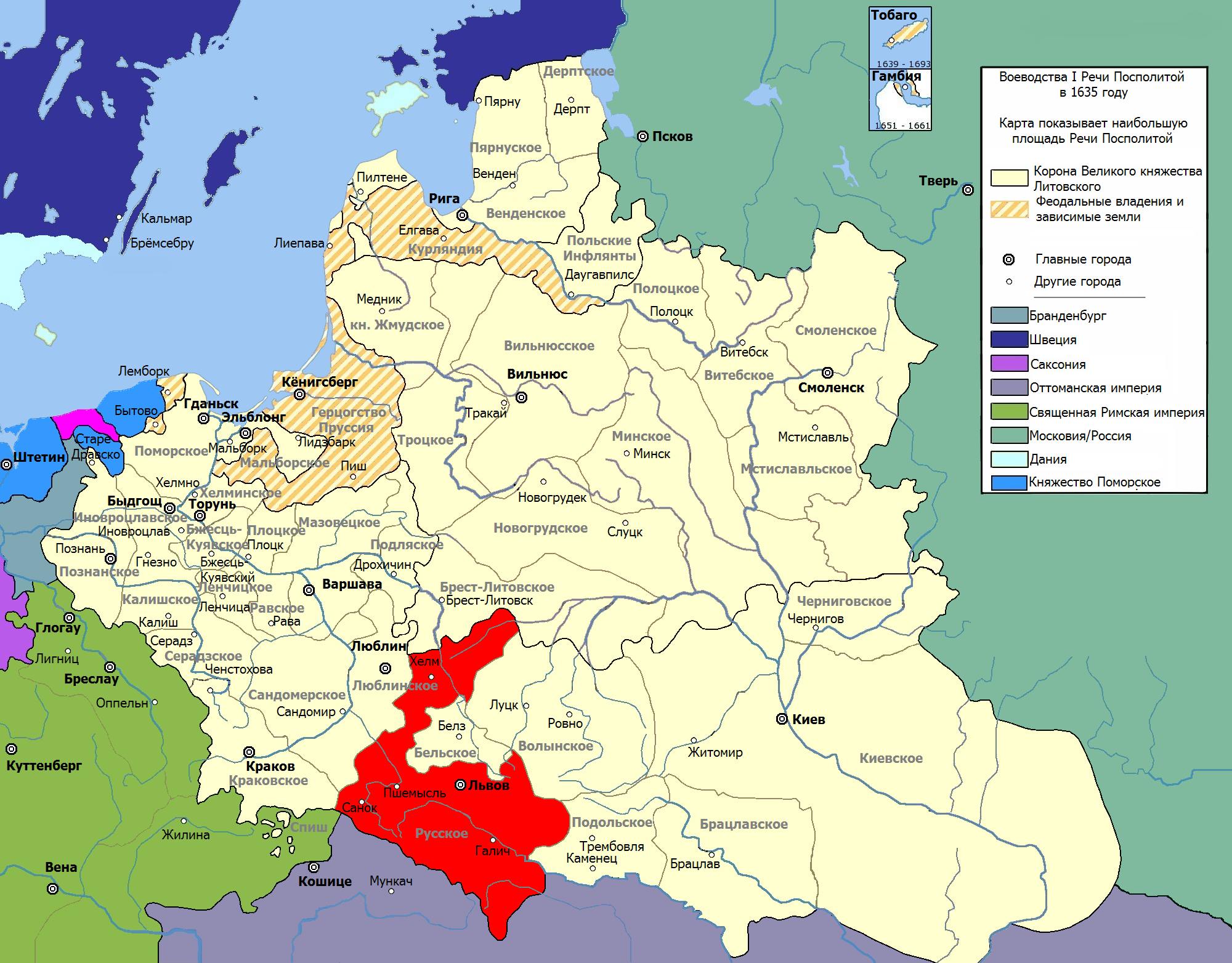
Русское воеводство на карте Речи Посполитой

Король Казимир III Великий временно включил Галичину в состав королевства Польского в 1340—1349 годах. Потом король Людовик I Великий включил землю в состав Венгрии в 1372—1387 годах, но его дочь Ядвига, королева Польши, окончательно включила Галичину в состав королевства Польского в 1387 году.
В 1434 году из земель Галицко-Волынского княжества король Владислав III Варненчик образовал Русское воеводство, административным центром которого стал город Львов. Русское и Белзское воеводства в исторических документах XV—XVIII веков часто объединялись под условным названием Червонная Русь.
Коренное (восточнославянское) население Галиции, Буковины, Закарпатья называло себя прилагательным руськи или существительным русины.
Уже к началу XVI века все социальные верхи (магнаты и паны) Галиции сменили обрядность, перешли из православия в католицизм и полонизировались. После 1453 года, завоевания Константинополя османами, когда Вселенский патриарх оказался фактическим заложником султанов Османской империи и раскола в Киевской митрополии после Флорентийской унии, шляхта и высшее духовенство Киевской митрополии начали склоняться к унии (союзу) с Римом. За прошедшие после Брестской унии 1596 года столетия греко-католическая (униатская) церковь укоренилась в Галиции и стала традиционной религией для многих её жителей.
С XIV века в Галиции существовала крупная еврейская община. Евреи занимались торговлей, производством одежды, бытовых предметов, украшений, выделкой кожи и т. д., порой объединяясь в собственные ремесленные цехи (Львов, начало XVII века). Ссужая деньгами королей и шляхту, они получали откупа на взимание налогов и местных сборов (дорожных, мостовых и прочих), брали в аренду имения, земли, лесоразработки, мельницы, шинки и т. п.
Дважды, в 1648 и 1655 годах, Львов держал в осаде Богдан Хмельницкий, но каждый раз снимал осаду, удовлетворившись выкупом.

## В составе владенийГабсбургов, Австрийской империи и Австро-Венгрии

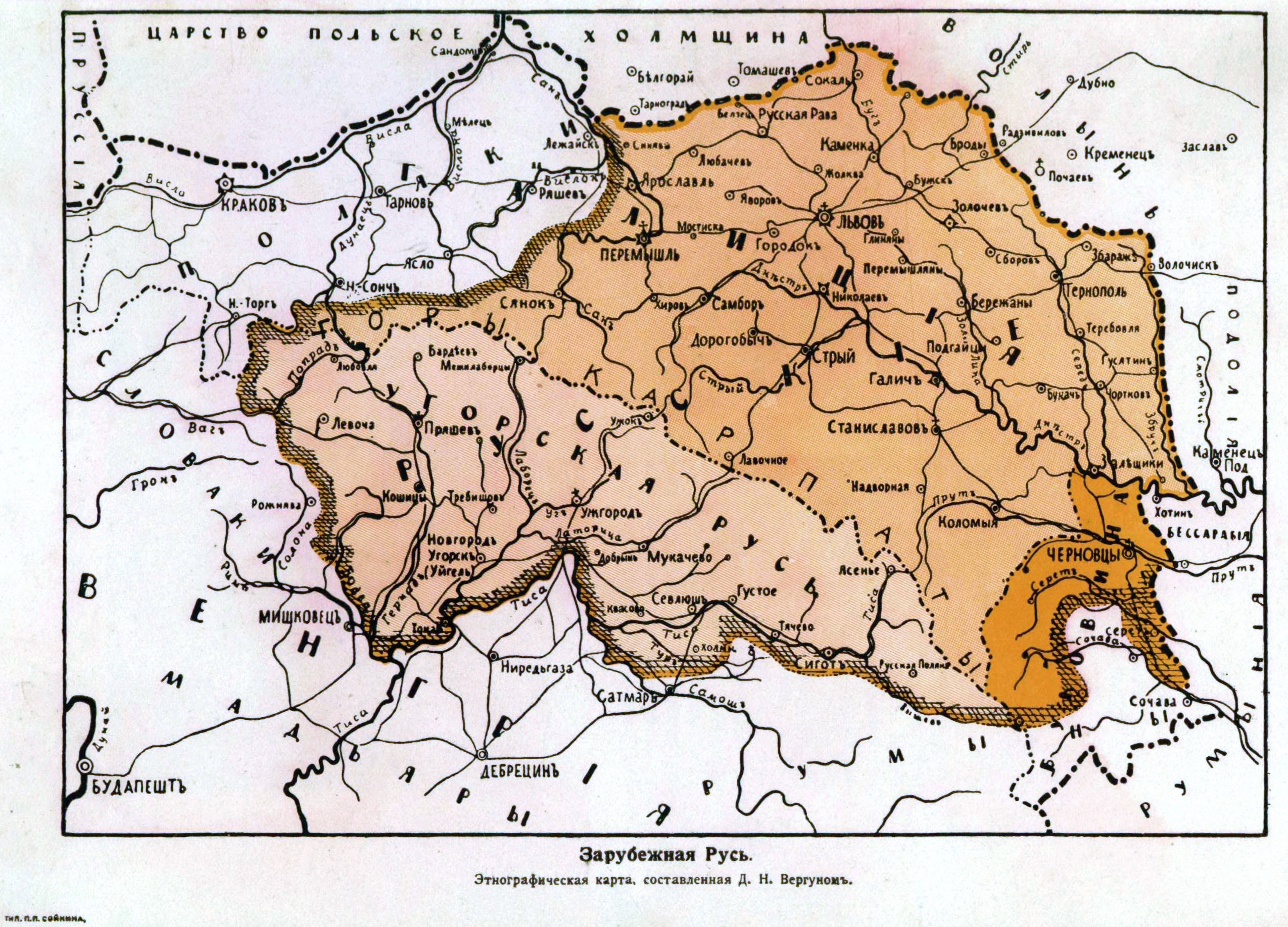
Зарубежная Русь. Этнографическая карта, составленная Д. Н. Вергуном. 1915.

Вследствие первого раздела Польши в 1772 году в состав владений Габсбургов — Австрийской империи — отошли Затор и Освенцим, часть Малой Польши, включающая южную часть Краковского и Сандомирского воеводств, части Бельского воеводства и Русское воеводство (Галиция). В общей сложности австрийские приобретения составили 83 тыс. км² и 2 млн 600 тыс. человек. Столицей новой австрийской провинции, названной Королевством Галиции и Лодомерии, был назначен город Львов.
На 1778 год, по «Иосифинской метрике» (первый земельный кадастр Галиции) в Галиции проживало около 2,6 миллиона человек, количество местной шляхты составляло 19 тысяч родов, с членами семей до 100 тысяч человек (около 3 % от всего населения Галичины).
В 1786 году к королевству была присоединена Буковина, сделавшаяся австрийской с 1777 года. По третьему разделу Польши (1795) Австрии досталась северная часть Галиции до реки Западный Буг, названная Западной Галицией, в отличие от прежде приобретённой Восточной.
В 1781 году декретом императора Священной Римской империи Иосифа II было установлено «Право веротерпимости» (Патент о веротерпимости). Этот декрет уравнял в правах галицких русинов, или выражась языком того времени — греко-католиков с поляками — католиками (православных, протестантов и греко-католиков с католиками). Русинские шляхтичи и священники обрели равные права и возможности со шляхтой других христианских конфессий.

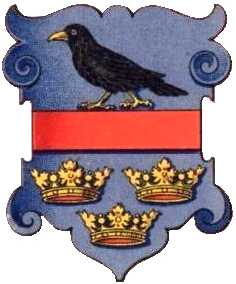
Гласный герб Галиции (в составе Австро-Венгрии в XIX веке)

Рядом австрийских правительственных распоряжений в Галиции была значительно ограничена власть помещиков над крепостными и разграничены их права и обязанности, хотя помещики требовали, чтобы за ними по-прежнему осталось ничем не ограниченное право распоряжаться не только трудом и имуществом, но и личностью своих крепостных, как это было при польской власти.
Были приняты меры к поднятию культурного уровня и авторитета униатского духовенства. Был дан ряд правительственных стипендий русинам для получения образования в униатской духовной семинарии в Вене, а униатские епископы были уравнены в правах с католическими, например, в праве участия во вновь установленном Галицийском сейме.
В 1809 году галицкие поляки (католики) подняли против Австрии восстание в надежде на поддержку Наполеона. Повстанцами был захвачен Львов и начались расправы с верным Австрии населением, прежде всего с русинами и украинцами (униатским духовенством). Население Галиции во время этого восстания заняло позицию определённо враждебную по отношению к восставшим полякам и активно помогало австрийским войскам и властям в их борьбе с повстанцами. Российская империя, согласно Тильзитскому мирному договору с Францией вступила в войну на стороне Наполеона против Австрии и оккупировала часть Галичины.
14 октября 1809 года в Шенбруннском дворце в Вене был подписан мирный договор, по которому Наполеон присоединил почти всю Западную Галицию с Краковом и Замостьским округом в Восточной Галиции (50 тыс.км² и полтора млн населения) — к Великому герцогству Варшавскому, а Тернопольский округ (9 тыс.км² и 400 тыс. населения) — отошёл к России.
Венский конгресс 1815 года передал Западную Галицию Царству Польскому, которое вошло в состав Российской империи, а Тернопольский округ был возвращён Австрии; Краков с округом был признан самостоятельной республикой.
В октябре 1835 года Россия, Австрия и Пруссия подписали тайное соглашение, предусматривавшее оккупацию Кракова в случае проведения там польских сепаратистских акций. В феврале 1836 года для этого представился повод, и в Краков вошли австрийские, а позднее — русские и прусские войска. Позднее в результате дипломатического давления Франции и Англии вывели из города свои войска Пруссия и Россия, но австрийская оккупация продлилась до 1841 года. В 1846 г. в Кракове вспыхнуло восстание, разгром которого привёл к тому, что город был лишён своей независимости и его территория 16 ноября 1846 года была присоединена к Австрийской империи. На территории австрийской Галиции восстание 1846 года получило более широкий размах, но здесь повстанцев опередили инспирированные австрийскими властями крестьянские выступления.
В 1849 году Краков, с титулом великого герцогства, вошёл в состав коронной земли Галиции, в том же году Буковина выделена в самостоятельную область австрийской короны.

Королевство Галиции и Лодомерии показано под номером 6

Европейские революции 1848 года, которые называли «Весной народов», распространились на многие страны Европы, в том числе и на Австро-Венгрию и на королевство Галиции (см. Революция 1848 года в Галиции).
Селянская реформа 1848 года объявила «рустикальные земли» частной собственностью селян. Законом Фердинанда I от 17 апреля 1848 года (закон цисарского уряда), с 15 мая 1848 года ликвидировались селянские повинности в королевстве Галиции, и законом от 7 сентября 1848 года, отменялись крепостные взаимоотношения в Австрийской империи.
25 апреля 1848 года был опубликован проект конституции Австрийской империи, предусматривающий введение демократических свобод и ликвидацию пережитков феодализма. Это вызвало новый всплеск либерального движения в Галиции. Центром революции стала Рада Народова во Львове, под руководством которой в городах и местечках провинции была создана целая сеть революционных органов управления и отделения национальной гвардии. Выборы в имперский парламент способствовали развитию местной прессы и сплочению польского и русинского шляхетства, горожан и интеллигенции вокруг Рады Народовой.
Либерализация политической системы привела также к подъёму национального движения среди галицких русинов. Во главе русинского движения встала униатская церковь. Австрийцы учли настроения широких масс Галиции и всячески содействовали их антипольской и проавстрийской активности. При покровительстве австрийского генерал-губернатора Франца Стадиона в 1848 году была создана первая русинская политическая организация — Главная руская рада (Галицкая рада), которую возглавил епископ Григорий Яхимович. Особенностью русинского национального движения этого периода была резкая враждебность польским либералам, представляющим интересы помещиков, и подчёркнутая лояльность императору. Это предопределило появление элементов национального конфликта в революции 1848 г. в Галиции.
По инициативе Галицкой рады в Восточной Галиции стали формироваться местные русинские комитеты из представителей интеллигенции и духовенства. Были выдвинуты требования расширения прав русинов в Галиции и нового раздела провинции на две части: польскую Западную Галицию и русинскую Восточную. В июне 1848 г. вопрос о разделе Галиции обсуждался на Славянском съезде народов империи в Праге. Представители Рады Народовой и Русской рады принимали активное участие в работе этого съезда, формируя особую Польско-русинскую секцию. Одним из решений этого мероприятия стало соглашение 7 июня о признании равенства национальностей Галиции.
На съезде галицко-русских учёных в 1848 году ставился вопрос об изучении истории Галиции как части общей истории Руси на основании национального единства русского народа. Подтверждалось существование единого для всей Руси (от Карпат до Камчатки) литературного языка. Некоторые исследователи также указывают на то, что Галиция участвовала в создании общерусского литературного, «книжного» языка.
Конфликт между поляками и русинами в Галиции то затихал, то разгорался в зависимости от внутренней политики австрийского правительства в национальном вопросе. Поддерживая то одну, то другую сторону, австрийское правительство создавало в Галиции некое равновесие, дававшее, в конечном результате, возможность управлять этим краем.

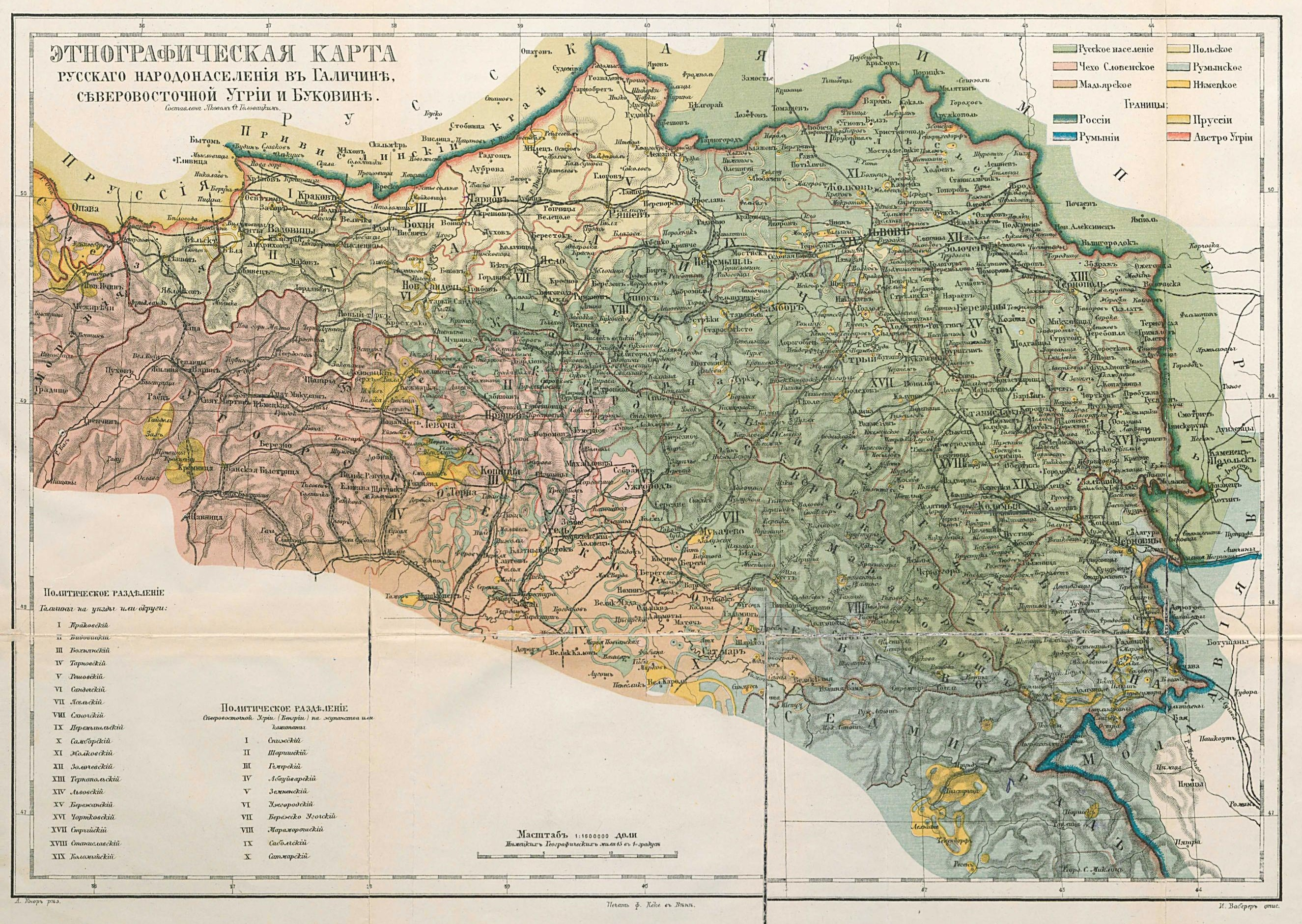
Этнографическая карта населения Галиции и Буковины (Яков Головацкий, 1878 год)

В 1861 году был создан краевой сейм Галиции для решения вопросов местной жизни королевства. Он собирался на основании указа австрийского императора раз в год во Львове. Исполнительным органом сейма был краевой комитет (пол. Wydzial Krajowy, нем. Landesausschuss), состоящий из краевого маршала (marszałek krajowy) и краевых советников, центральная власть была представлена наместником (Namiestnik).. Территория Галиции делилась на поветы, поветы на гмины. Представительные органы поветов — поветовые представительства, исполнительные органы поветов — поветовые комитеты (wydział powiatowy), состоящие из поветовых старост (starosta powiatowy) и поветовых советников, представительные органы гмин — гминные представительства (przełożeństwo), исполнительные органы — гминные комитеты, состоящие из бурмистра и гминных советников.
Самоуправление осуществлялось посредством сейма (выдела краевого), советов и выделов (комитетов) уездных и советов деревенских («рада громадска»). Сейм состоял из 8 архиепископов и епископов, 3 ректоров университетов и 141 выбираемого депутата, из которых приходилось 74 на шляхтичей, 44 на более крупных (магнатов), 20 на города и 3 на торгово-промышленные палаты во Львове, Кракове и Бродах. Депутаты выбирались на 6 лет. На сейм в Вену Галиция посылала 63 депутата, из которых 23 — мелкие собственники. Уездные советы состояли из 26 членов, избираемых на 3 года. Избирательная система была такова, что поляки что доминировали среди крупных землевладельцев и промышленников всегда имели большинство. Краков и Львов имели городские думы и особое самоуправление. Языком управления и сейма был польский.
В 1907 году, в городе Самбор представителями древних русинских родов Нижанковских, Гординских, Силецких, Борковских, Погорецких, Кульчицких-Цмайлов была создана шляхетская организация Товариство руської шляхти, которая в 1938 году была переименована в Товарищество украинской шляхты им. Петра Конашевича-Сагайдачного (укр. Української шляхти ім. Петра Конашевича-Сагайдачного). В 2002 году потомки старинных шляхетских и казацких родов Галиции и всей Украины возродили деятельность этого товарищества.

### Наука и образование
Университет в Кракове основан в 1364 году, во Львове — в 1661. Преподавание велось на польском языке, за исключением нескольких русских кафедр во Львовском университете.
Гимназий 21 (одна иезуитская), прогимназий 2, реальных школ 3. В большинстве низших школ язык преподавания русинский (украинский), который тоже употребляется в одной гимназии во Львове и в перемышльской. В остальных гимназиях учебный язык польский, в Бродах и одной гимназии во Львове немецкий.
С 1815 года галицким русинам была предоставлена возможность начать обучение на родном языке в начальных школах и вводить преподавание его в гимназиях.
В Российской империи секретным циркуляром министра внутренних дел Валуева 1863 года, а затем Эмсским указом Александра II 1876 года были введены серьёзные ограничения на употребление в печати украинского языка. С этого момента издание украинской литературы начало перемещаться из России в Австро-Венгрию, превратившуюся в своеобразное убежище для украинских литераторов. Во Львов на некоторое время перебрался и крупнейший украинский общественный деятель того времени М. П. Драгоманов.
Главные учёные и другие общества Галиции: Академия наук в Кракове, с богатой библиотекой и археологическим музеем; общество (Zakład) имени Оссолинских, во Львове, с библиотекой, музеями, картинной галереей; Польское общество естествоиспытателей, Галицко-русская матица, Общества имени Качковского и Шевченко во Львове.
К концу XIX века Галицию стали называть «украинским Пьемонтом», уподобляя её роль той, которое Сардинское королевство сыграло в объединении Италии. М. С. Грушевский, который в 1894 году переехал из Киева во Львов, утверждал, что Галиция являлась «передовой частью украинского народа, которая давно обогнала бедную российскую Украину», что «до сих пор Галичина шла, а Украина стояла или шла за Галичиной». Павел Скоропадский, бывший гетманом Украины в 1918 году, так писал в своих воспоминаниях о галичанах: «…к сожалению, их культура из-за исторических причин слишком разнится от нашей. Затем, среди них много узких фанатиков, в особенности в смысле исповедования идеи ненависти к России… Для них неважно, что Украина без Великороссии задохнётся, что её промышленность никогда не разовьётся, что она будет всецело в руках иностранцев, что роль их Украины — быть населённой каким-то прозябающим селянством».

## XX век
15 декабря 1902 г. в Петербурге было образовано Галицко-русское благотворительное общество. По утверждённому Министерством внутренних дел 8 октября 1902 г. уставу общество ставило своей целью «оказывать всякого рода нравственную и материальную поддержку русским галичанам и их семействам, временно или постоянно проживающим в Санкт-Петербурге». Помимо благотворительной помощи уроженцам Галичины, общество стремилось также содействовать ознакомлению русского общества с жизнью Прикарпатской Руси, её прошлым и настоящим. К 1914 г. по данным правления общества последнее насчитывало около 700 членов.

Гербы городов Галиции на открытке 1907 года, выпущенной в Кракове

В записке по польскому вопросу чиновник российского МИД Олферев в 1908 г. писал, что в результате политики австро-венгерских властей в Галичине «украинцы сольются в единый самостоятельный народ и тогда борьба с сепаратизмом станет невозможной. Пока в Галиции живёт ещё русский дух, для России украинство не так ещё опасно, но коль скоро австро-польскому правительству удастся осуществить свою мечту, уничтожив всё русское в Галиции и заставить на веки забыть о некогда существовавшей Червонной Православной Руси, тогда будет поздно и России с врагом не справиться»
Боязнь проникновения в Россию идей галицкого (украинского) сепаратизма из Галичины заставила в 1909 г. российское министерство внутренних дел и министерство финансов принять решение о регулярном выделении средств на «помощь прикарпатским русским». В 1911 г. П. А. Столыпин отпустил единовременно 15 тыс. рублей на расходы по выборам в австрийский парламент. Речь шла о помощи организациям «москвофильской» ориентации. Ежегодно по запросу министра внутренних дел выделялось 60 тысяч рублей и 25 тысяч рублей непосредственно через министра финансов. Распределение и передача государственных сумм на поддержание и развитие русских культурно-просветительных учреждений прикарпатских славян были полностью в ведении В. А. Бобринского и камергера Гижицкого. Правительство доверяло им указанные суммы, не контролируя их и не требуя отчёта в расходовании денег. Это делалось, в первую очередь, для того, чтобы исключить возможные осложнения на дипломатическом уровне. Выделяя средства, российское правительство полностью устранялось от того, как и на что они используются. Помимо государственных субсидий ещё 10—12 тысяч рублей ежегодно давали частные пожертвования. Все перечисленные средства в соответствии с уставом Галицко-русского общества должны были расходоваться на культурно-просветительные цели. Фактически это были самые разнообразные мероприятия как культурного, так и политического характера. Центральное место в культурной работе отводилось распространению русского языка в Галиции, поскольку вопрос о культурно-языковой ориентации составлял основу программы галицийских «москвофилов» и с 1909 г. приобрёл политическое звучание.
В мае 1910 года австрийские власти закрыли все «русофильские» организации Буковины («Общество русских женщин», «Карпатъ», «Русско-православный народный дом», «Русско-православный детский приют», «Русско-православная читальня», «Русская дружина»), а также русские бурсы (общежития для учащейся молодёжи) в Черновцах и Серете. Имущество организаций было конфисковано. Причиной запрещения деятельности русских организаций были голословные обвинения в шпионаже и государственной измене.
Перед самым началом Первой мировой войны, в феврале 1914 г. бывший российский министр внутренних дел П. Н. Дурново в своей аналитической записке писал про Галицию: 

Нам явно невыгодно, во имя идеи национального сентиментализма, присоединять к нашему отечеству область, потерявшую с ним всякую живую связь. Ведь на ничтожную горсть русских по духу галичан, сколько мы получим поляков, евреев, украинизированных униатов? Так называемое украинское или мазепинское движение сейчас у нас не страшно, но не следует давать ему разрастаться, увеличивая число беспокойных украинских элементов, так как в этом движении несомненный зародыш крайне опасного малороссийского сепаратизма, при благоприятных условиях могущего достигнуть совершенно неожиданных размеров.
В составе общей территории Галиции — Западная занимала ¼ , а Восточная — ¾ площади. В восточных районах Галиции (то есть на бывшей территории собственно Галицко-Волынского княжества) значительно преобладало украинское население, а западная часть Галиции была заселена преимущественно поляками. По данным на 1910 г. из 5 317 158 жителей Восточной Галиции (Галичины) польский язык был родным для 2 114 792 жителей (39,8 %), а русинский/украинский для 3 132 233 (58,9 %). При этом следует учитывать, что в состав польскоязычного населения входили не только поляки, но и евреи, которые в течение второй половины XIX — нач. XX века в своём большинстве перешли с идиша на польский язык.

### Первая мировая война
В период Первой мировой войны территория Галиции стала театром боевых действий. В Галиции австрийцами были сформированы подразделения Украинских сечевых стрельцов, которые воевали на стороне австрийской армии. 16 августа 1914 г. был объявлен набор в Польские легионы при австро-венгерской армии, созданные по инициативе польских националистических деятелей проавстрийской ориентации во главе с Ю. Пилсудским.
К осени 1914 г. в ходе Галицийской битвы Русскими войсками была занята практически вся восточная часть Галиции и часть западной Галиции. Было создано Галицийское генерал-губернаторство.
|                                                                                                  |  |                                                                   |  |  |
| Обращение главнокомандующего русской армией великого князя Николая Николаевича к русскому народу |  | Австрийский герб, русский трофей 1914 года. Фото из журнала "Нива |  |  |

Уже через день после взятия Львова, 5 сентября 1914 г., в городе начала свою работу канцелярия графа Г. Бобринского, который был назначен Военным генерал-губернатором Галиции. Канцелярия продолжала деятельность до 14 июля 1915 г.

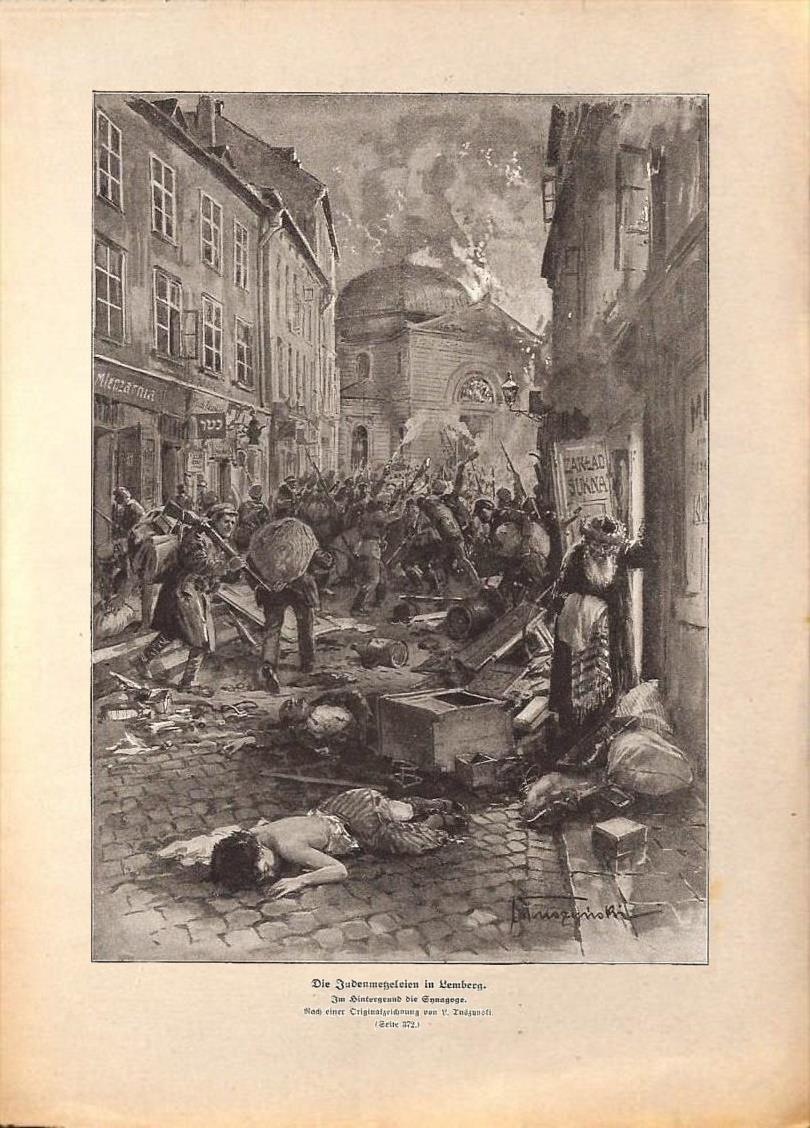
Еврейский погром во Львове 27 сентября 1914 года

27 сентября 1914 года во Львове занявшие его российские войска устроили еврейский погром, вошедший в историю как «кровавое воскресенье». В погроме приняли участие и местные жители.
Российское правительство планировало в дальнейшем интегрировать восточную часть Галиции в состав непосредственно России, а западную Галицию (населённую в основном поляками) — в состав Царства Польского. Деятельность администрации Г. А. Бобринского длилась меньше года, в условиях постоянных военных действий, поэтому трудно говорить о целенаправленной политике гражданского управления.
По мере продвижения российских войск по территории Галиции и Буковины были образованы две губернии, Львовская и Тернопольская, позже также Черновицкая и Перемышльская. Губернии делились на уезды, их администрация и на губернском, и на уездном уровне практически полностью комплектовалась чиновниками из России. Только двое из местных уроженцев заняли должности помощников начальников уездов. Местные уроженцы использовались лишь в качестве переводчиков и мелких чиновников. Это объяснялось не только недоверием к местным жителям со стороны российской администрации, но и тем, что большая часть местной русофильской интеллигенции была репрессирована австрийскими властями в самом начале войны (См. статью Талергоф). В уездах западной Галиции из-за преобладания поляков в населении на должности назначались российские чиновники польской национальности.
В отношении лиц, которые подозревались в шпионаже в пользу Австро-Венгрии (особенно это касалось евреев), предпринимались репрессивные меры: выселение в отдалённые районы России, взятие заложников, запрещение передвижения в пределах генерал-губернаторства и др. Были высланы и многие священники грекокатолической церкви (в частности, митрополит Андрей Шептицкий). В 1914—15 годах было административно выслано 1962 человека. В 1915 г. было взято 554 (по другим данным — 700) заложников. Как правило, ими были предприниматели, директора банков, городские головы. Объявлялось, что евреи берутся в заложники, поскольку по доносам евреев австрийские власти преследовали русинов за сотрудничество с российскими оккупационными властями.
Во время российской оккупации Галиции в период Первой мировой войны программа мероприятий в отношении греко-католиков разрабатывалась националистически настроенными деятелями, как в Галиции, так и в Петрограде. На заседании Петроградского отделения Галицко-русского общества 14 сентября 1914 года была принята подробная резолюция по религиозному вопросу в Галиции. Эти предложения В. А. Бобринского были первоначально одобрены протопресвитером военного и морского духовенства Г. Шавельским, а затем Верховным Главнокомандующим великим князем Николаем Николаевичем. За 9 месяцев управления русскими властями территорией Восточной Галиции по данным канцелярии военного генерал-губернатора по разрешению Г. А. Бобринского было назначено в приходы 86 православных священников, из них 35 по ходатайствам прихожан и 51 по удостоверениям архиепископа Евлогия. Эти данные отличались от данных канцелярии архиепископа Евлогия, согласно которым к 4 апреля 1915 года в Восточной Галиции находилось 113 священников. Нередко переход в православие или не переход в масштабе отдельного села был связан с тем, какая именно сторона — униаты или православные — оказывалась в состоянии больше заплатить уездному начальнику (См. статью Конфессиональная политика Российской империи в годы Первой мировой войны).
Галиция была оставлена российскими войсками в результате германского наступления. Для избежания мобилизации населения Галиции в австро-венгерскую армию командующий Юго-западным фронтом генерал Иванов издал приказ о высылке в Волынскую губернию всего мужского населения в возрасте от 18 до 50 лет. По данным печати, к августу 1915 г. в России было около 100 тыс. беженцев из Галиции.
Многие (не менее 20 тысяч) «русофилы» были заключены австрийскими властями в концентрационные лагеря Талергоф и Терезин, некоторые были казнены.
В 1916 г. восточная часть Галиции была вновь оккупирована российскими войсками в результате «Брусиловского прорыва».

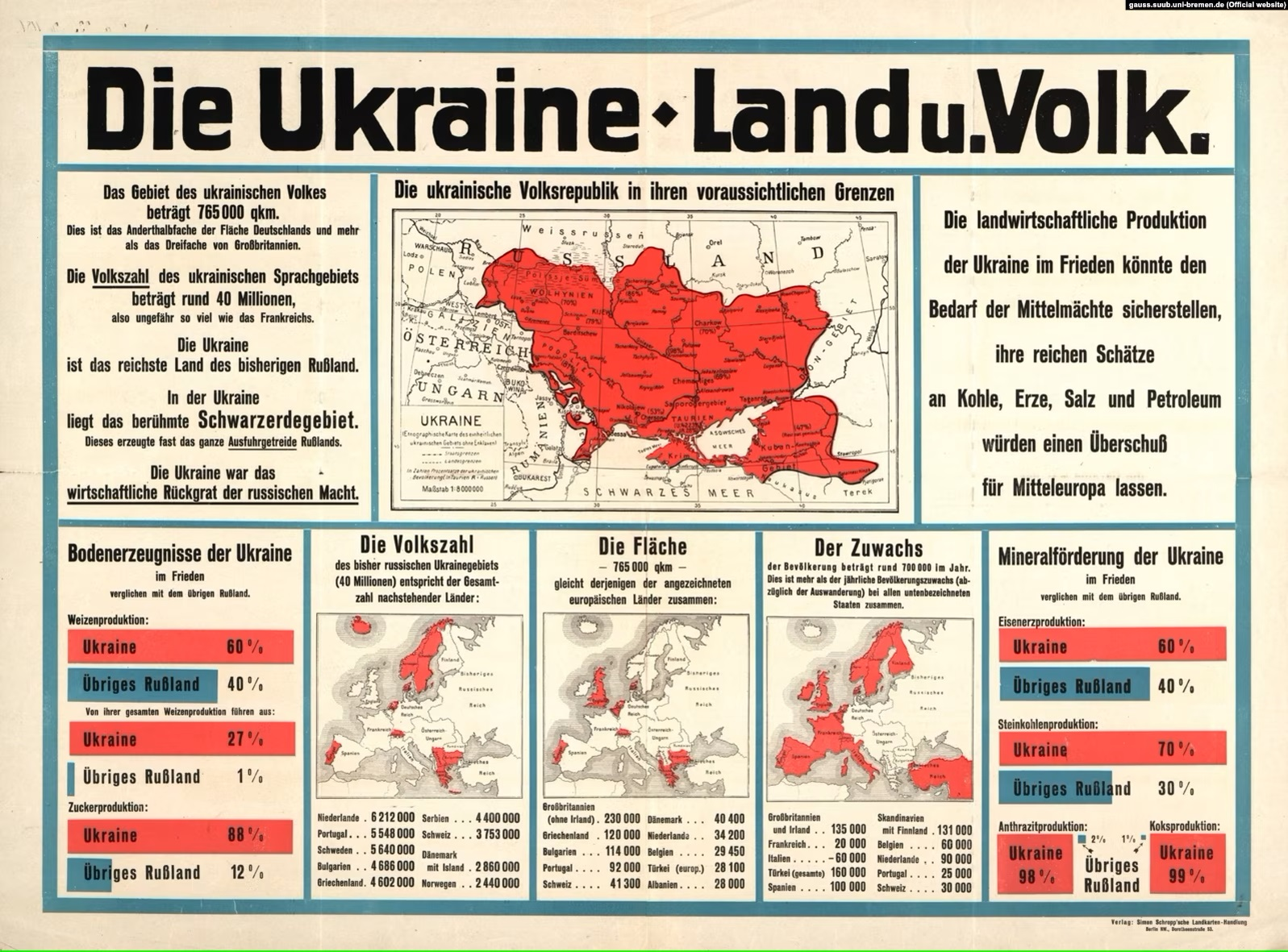
Австро-германский плакат 1918 года, на котором представлена украинская территория, в которую не включены Галиция и Закарпатье, но включена Кубань.

После распада Австро-Венгрии и появления возможности легализовать русское движение в декабре 1918 г. во Львове был создан Русский исполнительный комитет, который стоял на антибольшевистских позициях и способствовал созданию военного подразделения из русских галичан в составе Добровольческой армии.
После Первой мировой войны 1 ноября 1918 г. на территории Восточной Галиции и Буковины была провозглашена Западно-Украинская Народная Республика, что вызвало начало польско-украинской войны. К 20-м числам того же месяца вся Восточная Галиция была захвачена поляками. Правительство ЗУНР переехало в Тернополь, а в начале января 1919 г. — в Станислав (ныне — Ивано-Франковск). 22 января 1919 года был подписан «Акт злуки», который провозгласил объединение с Украинской Народной Республикой.
Армия Западно-Украинской народной республики (УГА — Украинская Галицкая Армия) с переменным успехом, невзирая на острый дефицит боеприпасов, провизии и амуниции, воевала с польскими войсками до 15 мая 1919 года, когда сформированная и вооружённая во Франции 70-тысячная польская армия генерала Юзефа Халлера, которая была переброшена в Галицию якобы для борьбы с большевиками, начала боевые действия против УГА и вытеснила последнюю практически со всей территории.
В дальнейшем УГА предприняла попытку контрнаступления (Чортковская операция), вследствие которой был достигнут временный успех: часть Галиции была освобождена от поляков, однако уже к середине июля 1919 года УГА была полностью вытеснена польскими войсками за реку Збруч. После этого существование ЗУНР как государственного образования практически прекратилось, хотя правительство существовало в изгнании до 1923 года.
На территории Западной Галиции в г. Тарнобжег была провозглашена Тарнобжегская республика.
За этим последовала Советско-польская война 1919—1921 годов, в ходе которой на короткое время (июль—сентябрь 1920 г.) была провозглашена Галицийская Социалистическая Советская Республика.

## Галиция в составе Польши

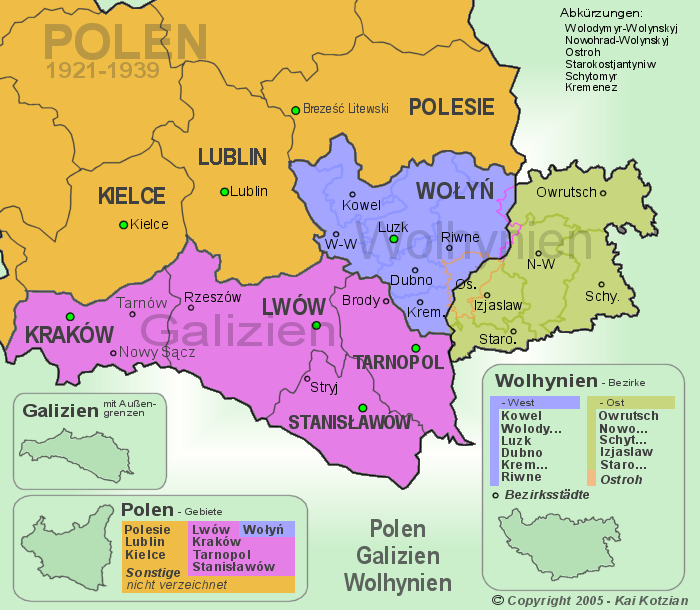
Юго-восток Польши и исторические области Волынь и Галиция в период между двумя Мировыми войнами

По Рижскому договору 1921 года, Западная Украина, в том числе Галиция, вошла в состав Польши.
В 1921 году в результате Рижского договора и решения Амбасадоров от 1923 года, территория Восточной Галиции была передана Польше. По условиям договора[уточнить] на территориях с украинским населением, Польша обязалась обеспечить украинцам равные с поляками права и гарантировать национальное культурное развитие, предоставить автономию, открыть университет и т. д. Ни одно из этих условий правительство Польши не выполнило. Украинцы фактически считались людьми второго сорта, подлежащими ополячиванию и католизации. Политика Польши была направлена на насильственную ассимиляцию и полное уничтожение украинского характера Восточной Галиции, Волыни, Холмщины, Подляшья и других территорий, на которых этнические украинцы составляли большинство или представляли значительную часть населения.
В начале 1920-х — середине 1930-х годов Галиция стала основной территорией действия УВО и с начала 1930-х — ОУН, придерживающихся «пропаганды мысли общего революционного срыва украинского народа», несмотря на малочисленность этих формаций в сравнении с легально действовавшими политическими партиями, объединявшими этнических украинцев (крупнейшей была УНДО). Их террористические и провокационные действия вызывали наибольший резонанс в обществе Галиции.
В начале 1920-х годов УВО вела активную пропагандистскую деятельность, провоцирующую украинское население Галиции к саботажу действий польского правительства — переписи населения, уплаты налогов, призыва в польскую армию, выборов в сейм и сенат.
В течение 1922 года на землях Галиции была зафиксирована череда саботажно-диверсионных актов, из них 38 на железнодорожном транспорте. Поджигались военные склады, повреждалась телефонно-телеграфная связь, совершались нападения на жандармерию. Широкий резонанс имел рейд боевиков УВО в Тернопольской округе — «они разрушали и поджигали польские фольварки, дома польских колонистов, убивали польских полицейских и жандармов». Всего в 1922 году было убито 20 «польских пособников», 10 «полицейских и их „агентов“» и 7 «польских военных». 15 октября 1922 года боевики УВО убили украинского поэта и журналиста С. Твердохлеба — лидера «Украинской хлеборобской партии», выступавшего за мирное сосуществование с поляками. В этом же году польским органам безопасности удалось арестовать члена УВО М. Дзинкивского, признания которого позволили арестовать практически весь актив боевиков организации в Галиции. Это практически прекратило активность УВО в 1923. Она восстановилась в 1924 году — в 1924—1925 УВО переключилось на «экспроприацию польского имущества». Для осуществление экспроприаций краевой комендант УВО Ю. Головинский создал «Летучую бригаду», занявшуюся нападением на почтовые дилижансы и кареты, почтовые отделения и банки. 28 апреля 1925 года при нападении на главную почту Львова им досталось 100 тысяч злотых (около 25 тысяч долларов) — что было громадной суммой в то время. Польской полиции удалось ликвидировать «Летучую бригаду» лишь к концу 1925 года. 19 октября 1926 года во Львове был убит польский школьный куратор Я. Собинский. Убийство совершил боевой референт УВО в крае Роман Шухевич — польская полиция арестовала двух других боевиков УВО, которые были приговорены к повешению, позже казнь заменили на 10 и 15 лет тюрьмы соответственно.
1 ноября 1928 боевики УВО, смешавшись с толпой в демонстрации к 10-летию провозглашения ЗУНР, открыли огонь по полиции спровоцировав ответные действия. В ночь с 1 на 2 ноября 1928 года была взорвана бомба возле польского памятника «защитникам Львова».
В декабре 1928 года УВО передало бомбу в редакцию польской газеты «Слово Польске». Весной 1929 была взорвана торговая выставка «Тарги всходне» — взорвалось несколько бомб в разных местах.

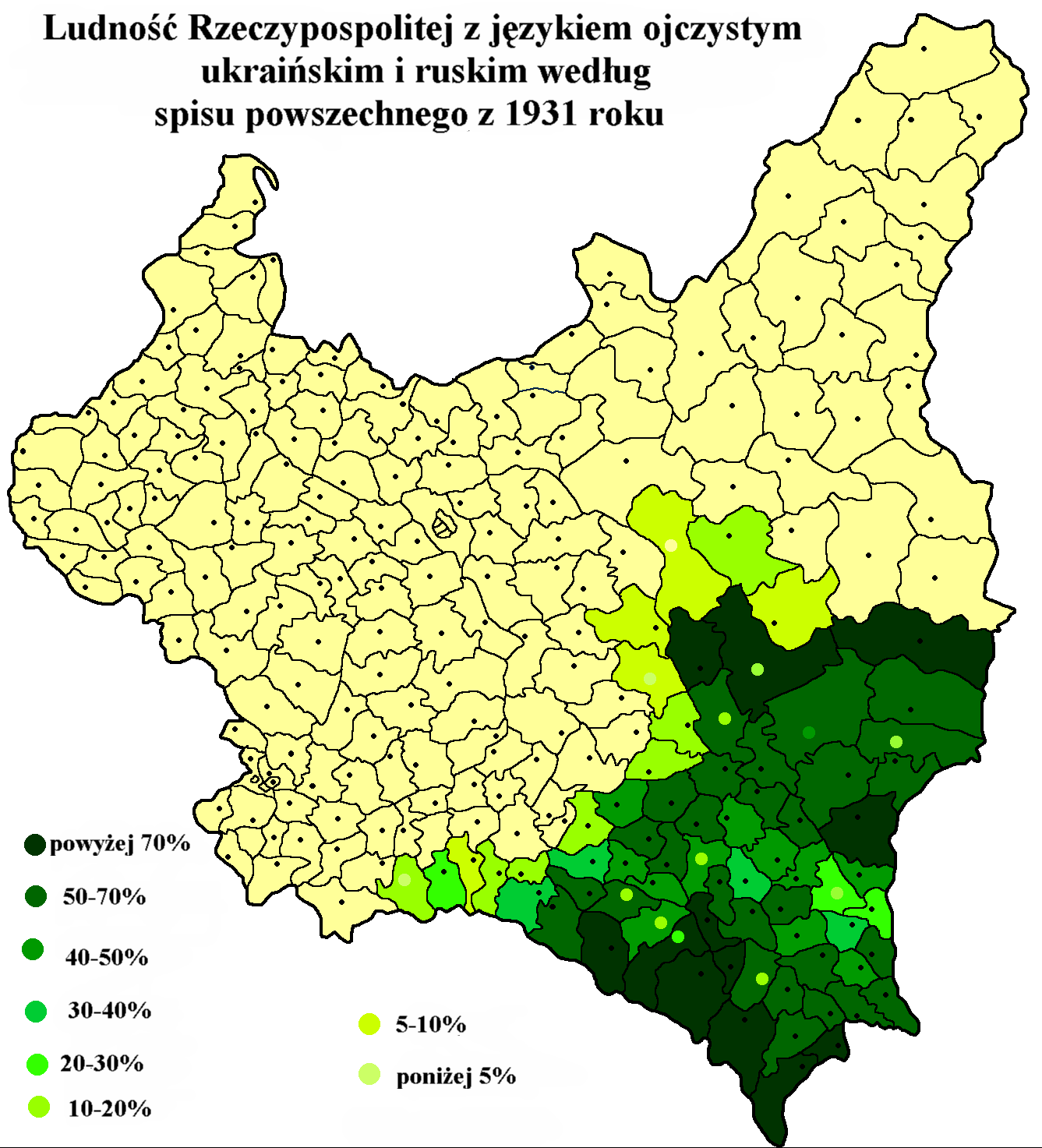
Украинский язык в Польской Республике по переписи 1931 года

Во второй половине 1930 года началась широкая антипольская так называемая саботажная акция: по сёлам Галиции прокатились нападения на учреждения власти и поджоги имущества поляков. Ответственность за эти действия на себя взяла УВО. Продолжились с новой силой акты «экспроприации» и политические убийства. Ответом правительства стали жестокие акции усмирения, начатые по приказу Пилсудского. 29 августа 1931 года украинскими националистами в Трускавце был убит посол сейма Т. Голувко — сторонник «польско-украинского компромисса» — поступок объяснимый, исходя из логики УВО-ОУН — достичь «революционного срыва масс» в условиях «компромисса» проблематично. Далее террор только расширялся, жертвами его становились уже не только польские но и украинские деятели и обычные жители.
После убийства министра внутренних дел Польши Бронислава Перацкого в 1934 году, все руководство УВО-ОУН на ЗУЗ было арестовано. Руководитель ОУН Е. Коновалец, опасаясь выдачи эмигрантской части организации, приказал прекратить теракты на территории Польши.
Но это не остановило действие уже вынесенных приговоров ОУН-УВО. Убийство директора украинской гимназии Львова И. Бабия вызвало большой резонанс в украинском обществе Галиции — все легальные партии осудили его. Резко осудил убийство Митрополит Шептицкий — он писал: «нет ни одного отца или матери, которые не проклинали бы руководителей, которые ведут молодёжь на бездорожье преступлений», «украинские террористы, которые безопасно сидят за границами края, используют наших детей для убийства родителей, а сами в ореоле героев радуются такому выгодному житью».
Вновь активизация ОУН происходит в 1938 году при поддержке нацистской Германии. Главным партнёром ОУН стал 2-й отдел абвера («диверсии и психологическая война») который ставил перед националистами такие задачи — уничтожение на территории будущего противника важных объектов, нагнетание нестабильности, инсценировка восстаний. В задачи отдела также входило создание «пятой колонны» на территории противника. Подготовку «украинского восстания» вёл начальник резидентуры абвера в Бреслау.
Несмотря на убийство 23 мая 1938 года в Роттердаме агентом НКВД главы ОУН Евгена Коновальца, 2-й отдел абвера активизирует подготовку членов и сторонников ОУН в районе Кимзе (Баварского моря). ОУН призывает украинскую молодёжь не уклоняться от службы в польской армии, а там — держаться вместе.
Берлин разыгрывал «украинскую карту» лишь в интересах дестабилизации ситуации в Польше накануне готовящейся войны и, как показали последующие события, не намеревался создавать или терпеть самостоятельное украинское государство.

## Галиция в составе нацистской Германии и УССР (1939—1941)
23 августа 1939 года в Москве был подписан Договор о ненападении между Германией и Советским Союзом, также известный как пакт Молотова — Риббентропа. Согласно Секретному дополнительному протоколу к договору предусматривалось включение восточных «областей, входящих в состав Польского государства» в сферу интересов СССР. 1 сентября 1939 года Германия начала вторжение в Польшу, а 17 сентября 1939 года на территорию Польши вошли советские войска. 28 сентября 1939 года, в соответствии с Договором о дружбе и границе между СССР и Германией, Западная Галиция была присоединена к Генерал-губернаторству, а Восточная Галиция и Западная Волынь были включены в состав Украинской ССР. После чего на этих территориях начались «преобразования», начавшиеся с национализации крупных и средних предприятий, конфискации имущества крупных промышленников и землевладельцев, на практике в ряде мест превратившаяся в реквизицию «всего у всех» местными активистами. Начались преследования поляков, полуофициально поощряемые новыми властями. Всего до конца 1939 года было арестовано и привлечено без ареста по различным статьям, включая уголовные, 18260 человек (из них 5406 поляков, 2779 украинцев и 1439 евреев). Первые совхозы и колхозы начали создаваться в западных областях в январе 1940 года. Вопрос «О создании совхозов в западных областях УССР» был рассмотрен в рабочем порядке на Политбюро ЦК ВКП(б) 19 февраля 1940 года. До осени 1940 года колхозы создавались лишь по местной инициативе — без вмешательства «сверху», после чего последовал «административный нажим». С февраля 1940 года началась «очистка территорий от неблагонадёжного элемента» — первым и самым крупным было выселение значительных групп сельских жителей — лесников и «осадников», их было выселено 88385 человек (подавляющее большинство поляки по национальности). Следующими акциями стали массовые высылки в апреле 1940 года проституток и членов семей репрессированных «контрреволюционеров» (29012 человек).
К лету 1940 года, когда основные массовые выселения были уже проведены, сталинское руководство перешло к более гибкой, прагматичной тактике.
Телеграмма Сталина, направленная 3 июля 1940 г. секретарю Львовского обкома Грищуку (копия секретарям ЦК компартии Украины Хрущёву и Бурмистенко):

До ЦК ВКП(б) дошли сведения, что органы власти во Львове допускают перегибы в отношении польского населения, не оказывают помощи польским беженцам, стесняют польский язык, не принимают поляков на работу, ввиду чего поляки вынуждены выдавать себя за украинцев и тому подобное. Особенно неправильно ведут себя органы милиции. ЦК ВКП(б) предлагает вам за вашей личной ответственностью незамедлительно ликвидировать эти и подобные им перегибы и принять меры к установлению братских отношений между украинскими и польскими трудящимися.

Кроме того, с приграничных территорий перемещались вглубь СССР и скопившиеся там беженцы из Германской оккупационной зоны — преимущественно евреи. До 2 июля 1940 года во внутренние территории СССР было направлено 83207 человек. А в Германию было репатриировано значительное число фольксдойче.

До конца 1940 года на территории Западной Украины (уже включавшей присоединённую в июле 1940 года Буковину и часть Бессарабии) было арестовано и привлечено без ареста по различным статьям, включая уголовные, 69517 человек (из них 15518 поляков, 15024 украинцев, 10924 евреев) из них чуть более 300 было приговорено к ВМН.
К концу 1940 года в Галиции значительно активизировалась деятельность ОУН(б). Подготовленные абвером группы членов и сторонников ОУН(б) с различной результативностью пытались перейти границу СССР. Несмотря на противодействие НКВД и НКГБ, они собирали данные по дислокации войск и размещению складов, месту проживания командиров и другой информации, представляющей интерес для вермахта.
К весне 1941 года на территории Галиции имели место боестолкновения между отрядами ОУН(б) и силами районных милиции и НКГБ.
Ответом на активизацию подполья ОУН стало Постановление ЦК ВКП(б) и СНК СССР № 1299—526сс от 14 мая 1941 года «Об изъятии контрреволюционных организаций в западных областях УССР». Общее число высланных из Западных областей УССР до июня 1941 года составило 11 097 человек (включая и высланных по другим постановлениям).
До июня 1941 года в Западной Украине было арестовано и привлечено без ареста 11020 человек.
В 1940—1941 гг., были проведены четыре массовые депортации поляков, украинцев, белорусов, евреев, немцев, русских, чехов, армян и представителей других национальностей из восточных воеводств Польской Республики (западные области УССР и БССР). Органы НКВД депортировали около 335 000 польских граждан в северо-восточные регионы европейской части РСФСР, Казахстан, Сибирь и Дальний Восток России.
Минимум 198 536 человек было выслано из западных областей УССР:
- февраль 1940 года — 89 062 человек (около 84,8 % поляков, 13,8 % украинцев, 1,4 % евреев и других) высланных в северо-восточные регионы европейской части РСФСР (Архангельская область, Коми АССР, Башкирская АССР, и другие), Сибирь, и Казахстан;
- апрель 1940 года — 31 332 человек (около 70,6 % поляков, 25,0 % украинцев, 3,0 % евреев, 1,4 % русских, немцев, и других) высланных в Казахстан;
- июнь-июль 1940 года — 67 049 человек (около 84,6 % евреев, 11,0 % поляков, 3,3 % украинцев, 0,4 % немцев, 0,7 % других) высланных в Сибирь, Дальний Восток,[39] и в северо-восточные регионы европейской части РСФСР (Архангельская область, Вологодская область, Марийская АССР и другие);
- май-июнь 1941 года — 11 093 человек (большинство украинцев, также поляки и другие) высланных в Сибирь и Казахстан.[40][41]

## Дистрикт Галиция в Генерал-губернаторстве

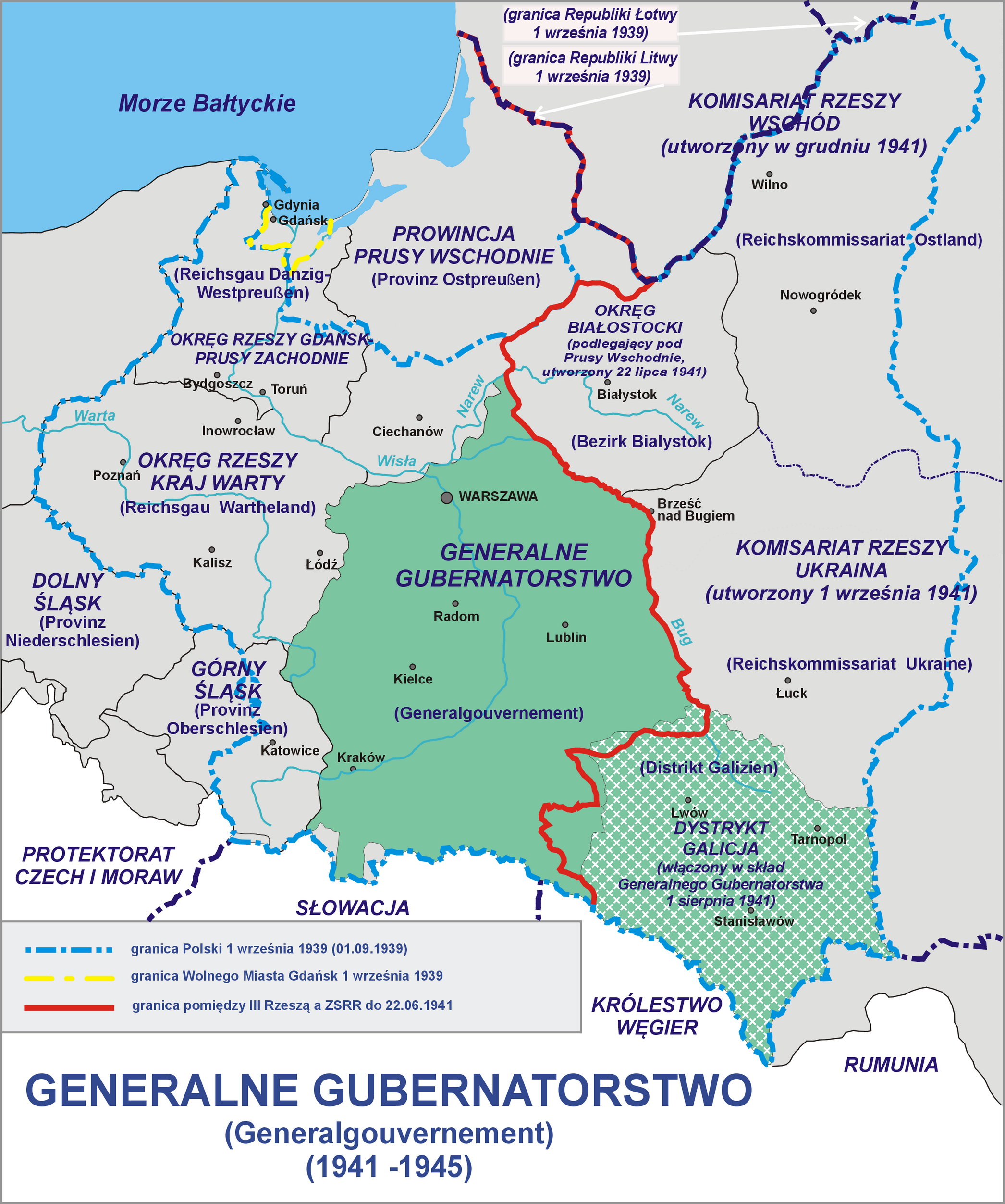
Дистрикт Галиция в Генерал-губернаторстве в 1941—1945 гг.

В ряде населённых пунктов на направлении ударов немецких войск произошли вооружённые выступления, инициированные ОУН(б). В сельской местности отряды ОУН при поддержке части местного украинского населения нападали на мелкие части РККА и отдельные машины. В июне на линии Луцк-Броды-Ровно имел место контрудар силами нескольких механизированных корпусов РККА (некоторые из историков указывают его как крупнейшее танковое сражение начала войны), не достигший поставленных целей.
В связи с быстрым продвижением немецких войск в тюрьмах Западной Украины сотрудниками НКВД и НКГБ было расстреляно более 7 тысяч «контрреволюционного, уголовно-политического элемента» — прежде всего, арестованных и осуждённых по статьям УК УССР 54, 2,11, и особенно членов ОУН.
С приходом немецких войск, встречаемых во многих населённых пунктах как «освободителей» частью местного украинского населения, на территории поселений организовывалась местная украинская администрация. В ряде городов и других населённых пунктов вооружёнными отрядами, состоящими из украинцев, уничтожались представители советской власти, коммунисты и комсомольцы. Так же имели место антиеврейские акции украинского населения, в результате которых погибли тысячи евреев, что стало началом уничтожения более миллиона евреев на территории Галиции (как местных так и депортированных из стран Европы).
В начале августа 1941 года территория Галиции была объявлена дистриктом Галиция. Ранее сформированные ОУН(б) отряды украинской милиции и зародыши частей Украинской национальной революционной армии были частично распущены, частично переформированы во вспомогательную полицию, которая в дистрикте Галиция была исключительно украинская (лишь в малочисленной транспортной полиции служили поляки).
С осени 1941 года ОУН(б) уделяет внимание наполнению украинской вспомогательной полиции своими сторонниками не только на западе, но и на востоке Украины — «украинская национально-сознательная молодёжь должна массово добровольно записываться в кадры украинской полиции» на восточноукраинских землях. Именно подразделения украинской полиции (4 — 6 тыс.) стали важной составляющей частью формирования УПА весной 1943 года.
В начале марта 1943 года в газетах дистрикта Галиция публикуется «Манифест к боеспособной молодёжи Галиции» губернатора Галиции Отто Вехтера, в котором отмечалась преданная служба «на благо Рейха» галицийских украинцев и их неоднократные просьбы к фюреру об участии в вооружённой борьбе, — и фюрер, учитывая все заслуги украинцев-галичан, разрешил формирование «дивизии СС Галиция». До 2 июня в дивизию записалось более 80 тысяч добровольцев (из них более 60 тыс. из дистрикта Лемберг).
30 июня 1943 года Руководитель СС и СД в дистрикте Галиция отправляет отчёт о практически полном «Решении еврейского вопроса в Галиции», где, в том числе, отдельно отмечалось участие украинской вспомогательной полиции в приобретении статуса «юденфрай» (свободной от евреев) для этой территории.
До середины 1943 года Галиция была одним из наиболее «спокойных» завоеваний нацистской Германии в Европе. Летом-осенью 1943 ситуация изменилась. В июле, в связи с рейдом на территорию Галиции соединения советских партизан под командованием Сидора Ковпака, а также по причине мобилизации оккупантами западноукраинской молодёжи в дивизию СС «Галиция», украинские националисты Галиции стали создавать Украинскую народную самооборону (УНС). В начале 1944 года УНС влилась в УПА, получив называние УПА-Запад и руководителя — Василия Сидора.
С осени 1943 года в Галиции начинаются активные действия подполья ОУН против польского населения. По польским подсчётам, к октябрю 1943 от рук отрядов УНС в Галичине погибло 563 поляка. По отчётам УЦК, к концу 1943 года, в результате вооружённых операций польского подполья в дистрикте «Галичина» против мирного населения, которое способствовало националистам, погибло 103 украинца.

## Галичина после весны 1944 года
31 марта 1944 года выходит распоряжение НКВД СССР № 7129, которым был утверждён порядок высылки и перечень лиц, подлежащих ссылке в отдалённые районы СССР (Красноярский край, Омская, Новосибирская и Иркутская области) — членов семей ОУНовцев и активных повстанцев. Согласно распоряжению, ссылке подлежали все совершеннолетние члены семей ОУНовцев и активных повстанцев, как арестованных так и убитых при столкновениях. Кроме них ссылке подлежали семьи актива и руководящего состава ОУН-УПА (коменданты, помощники комендантов и сотрудники «СБ», районные и надрайонные проводники ОУН, куренные, господарчие, шефы и референты связи, активные участники банд, скрывающиеся или находящиеся на нелегальном положении). Высылаемым разрешалось брать с собой до 500 кг личных вещей и имущества (вес продуктов не ограничивался).
На 3 января 1945 года из Львовской области было выселено 3165 человек (1155 семей), из Тернопольской — 1249 человек (498 семей), из Станиславской и Дрогобычской — 1285 человек (460 семей). За тот же период было убито/захвачено/явилось с повинной членов ОУН-УПА по областям: Львовская — 12713/10471/2496 человек, Тернопольская — 11057/5967/2833 человек, Станиславская — 10499/9867/1167 человек, Дрогобычская — 1972/2720/569 человек (позднее ряд районных управлений НКВД и МГБ этих областей были уличены в приписках числа «уничтоженных и захваченных бандитов»). До 15 апреля 1945 года количество высланных возросло по Львовской области до 3951 человек (1468 семей), по Тернопольской — до 2238 человек (974 семей), по Станиславской — до 2917 человек (1329 семей), по Дрогобычской — до 1834 человек (701 семей). Кроме того, было направлено на принудительные работы уклоняющихся от призыва в Красную Армию: по Львовской области — 2635 человек, по Станиславской — 1768 человек, по Дрогобычской — 1720 человек, по Тернопольской — 829 человек.
За тот же период в Тернопольской области сожжено и уничтожено 50 клубов и хат-читален, которые должны были служить насаждению в Галиции коммунистической идеологии.
С осени 1944 года, согласно соглашению между СССР и Польшей, с территории Галиции началось добровольно-принудительное переселение проживавших там этнических поляков. До начала 1946 года только из Галиции в Польшу было вывезено более полумиллиона человек (общее число перемещённых в Польшу поляков с территорий, отошедших к СССР, оценивается в более 850 тысяч человек). Аналогичный обратный поток украинцев, проживавших на территории Польского государства, был значительно меньший — всего в СССР было переселено чуть более 140 тысяч человек.
К весне 1945 года силами 1-й дивизии и нескольких бригад НКВД при участии погранвойск и истребительных отрядов, сформированных из местного населения, практически все крупные и средние вооружённые формирования ОУН были уничтожены или рассеяны. Несмотря на это, мелкие подразделения продолжали действовать, нападая на гражданскую инфраструктуру и отдельных военнослужащих. Несмотря на то, что к концу 1947 года активность подполья ОУН сократилась до нескольких районов, практически полностью оно было ликвидировано лишь к 1952 году. Всего, по сводным данным советских архивов, за 1944−1956 годы, в результате действий УПА и вооружённого подполья ОУН погибло: 2 депутата Верховного Совета УССР, 1 глава облисполкома, 40 глав гор- и райисполкомов, 1454 глав сельских и поселковых советов, 1235 других советских работников, 5 секретарей городских и 30 районных комитетов Компартии УССР, 216 прочих работников партийных органов, 205 комсомольских работников, 314 глав колхозов, 676 рабочих, 1931 представитель интеллигенции, включая 50 священников, 15 355 крестьян и колхозников, детей, стариков, домохозяек — 860.

Всего за период 1944—1946 годов было выселено: из Львовской области — 5927 человек (2531 семей), из Тернопольской — 3780 человек (1741 семей), из Станиславской — 5590 человек (2393 семей), из Дрогобычской — 5272 человек (1977 семей). В октябре 1947 года была проведена массовая высылка семей ОУНовского подполья, было выслано: из Львовской области — 15920 человек (5223 семей), из Тернопольской — 13508 человек (5001 семей), из Станиславской — 11183 человек (4512 семей), из Дрогобычской — 14456 человек (4504 семей). Высылки отдельных семей проводились в наказание за убийства и бандитские проявления, совершённые в местах проживания до 1952 года. Общие потери советских граждан от действий ОУН-УПА составили по Ивано-Франковской области — 10527 человек, по Дрогобычской и Львовской — 7968 человек, по Тернопольской — 3557 человек (большинство из которых были местными сельскими жителями). После смерти Сталина подавляющее большинство высланных стало возвращаться на прежние места проживания, что привело к росту числа преступлений в 1955—1957 годах в этих регионах.

Этнический состав Австро-Венгрии до 1914 года. Украинцы обозначены жёлтым цветом.

## Этнический состав

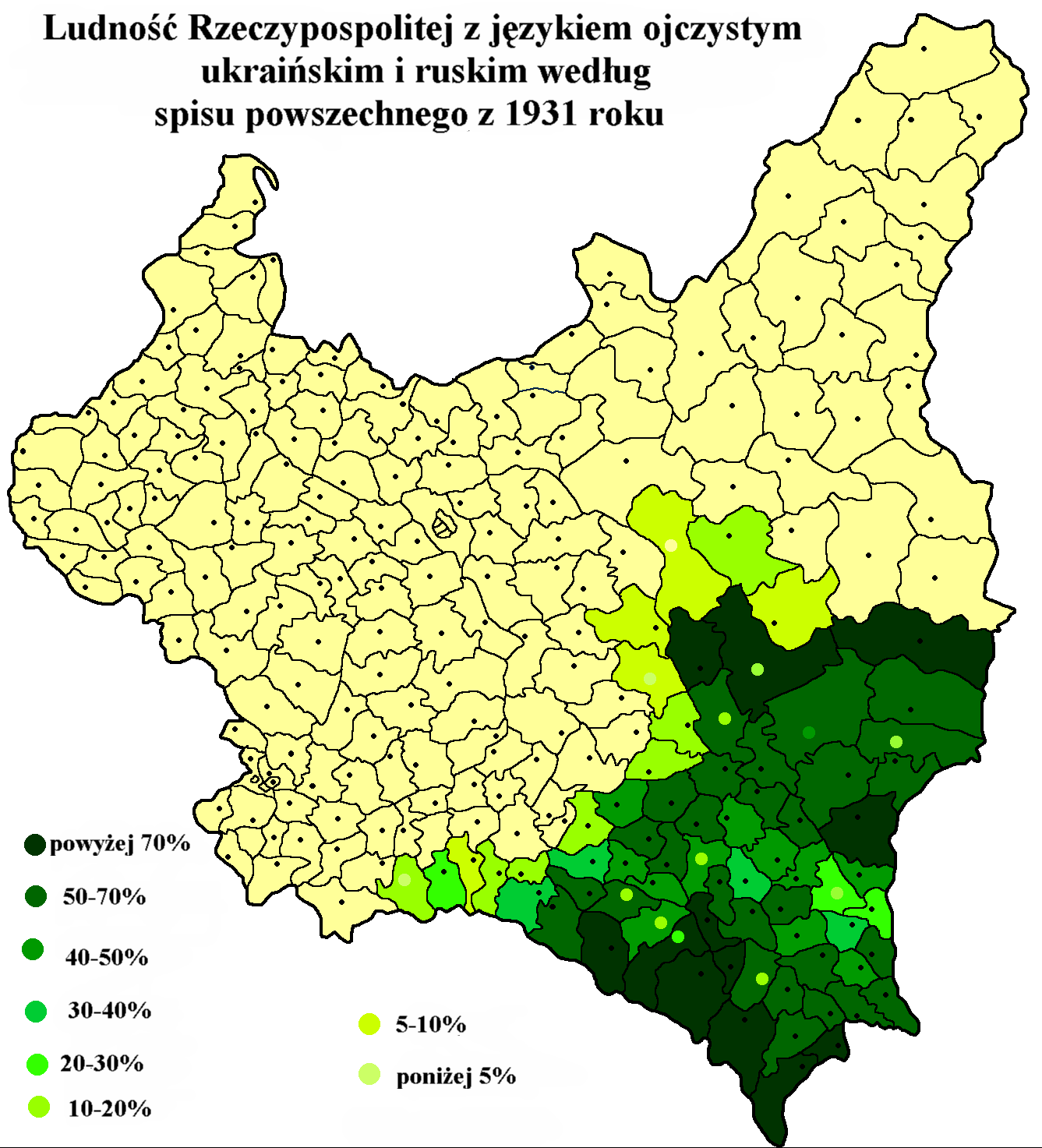
Украинский язык в Польской Республике по переписи 1931 года

По данным переписи населения в 1921 году, в регионе насчитывалось 57,1 % поляков, 35,8 % украинцев, 5,7 % евреев и 0,5 % немцев.
Основные группы населения до Второй мировой войны — украинцы, поляки, евреи, немцы. После войны в западной Галиции проживают преимущественно поляки (см. операция «Висла»).
По данным некоторых источников в Восточной Галиции до Второй мировой войны польские евреи составляли более трети (в 1921 году около 37 %) городского населения.
В современной восточной Галиции по всеукраинской переписи 2001 года основное население — украинцы, вторая по численности национальная группа — русские (во Львове — 8,9 %), (в Тернополе — 4,7 %).

## Современность
В современном русском и украинском языках по-прежнему используются слова «Галичина» и «галичанин» — то есть, житель территории нынешних Львовской, Ивано-Франковской и Тернопольской (кроме северной части) областей, присоединённых в 1939 году к УССР из состава Польши, а до 1918 года входивших в состав Австро-Венгрии. В Тернопольской области бо́льшая часть Кременецкого района относится не к Галиции, а к исторической области Волынь.